# Marek Edelman

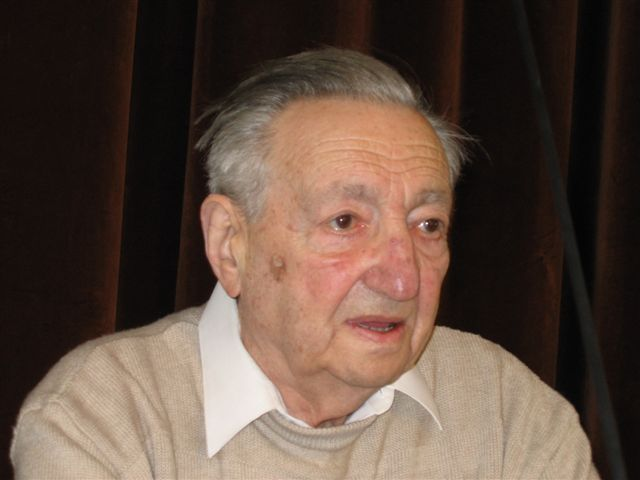
Marek Edelman (2005)

Marek Edelman  (v jidiš מאַרעק עדעלמאַן, narozen 1919 v Homelu nebo 1922 ve Varšavě?, zemřel 2. října 2009 ve Varšavě), byl jeden z velitelů povstání ve varšavském ghettu a kardiolog.

## Život
Před druhou světovou válkou byl aktivistou židovské strany Bund, v ghettu spoluzaložil Židovskou bojovou organizaci. Roku 1943 se stal zástupcem velitele povstání Mordechaje Anielewicze. Po Anielewiczově smrti nastoupil na jeho místo. Ke konci povstání se mu podařilo s dalšími bojovníky uniknout z ghetta skrz kanály. Roku 1944 se zúčastnil Varšavského povstání.
Po válce zůstal v Polsku a stal se kardiologem. Od sedmdesátých let spolupracoval s Výborem na obranu pracujících a posléze se stal členem Solidarity. Roku 1989 se zúčastnil jednání u kulatého stolu s komunistickou mocí. Polská ska-punková skupina Leniwiec mu v roce 2016 věnovala píseň Edelman.